# Barbara Haas
Barbara Haas (Steyr, 19 marzo 1996) è una tennista austriaca.

## Statistiche WTA

### Doppio

#### Sconfitte (2)
| Legenda               |
| --------------------- |
| Grande Slam (0)       |
| Argenti Olimpici (0)  |
| WTA Finals (0)        |
| Premier Mandatory (0) |
| Premier 5 (0)         |
| Premier (0)           |
| International (2)     |

| N. | Data             | Torneo                          | Superficie  | Compagna    | Avversarie in finale                  | Punteggio |
| 1. | 13 ottobre 2019  | Upper Austria Ladies Linz, Linz | Cemento (i) | Xenia Knoll | Barbora Krejčíková Kateřina Siniaková | 4-6, 3-6  |
| 2. | 16 febbraio 2020 | GSB Thailand Open, Hua Hin      | Cemento     | Ellen Perez | Arina Rodionova Storm Sanders         | 3–6, 3–6  |

## Statistiche ITF

### Singolare

#### Vittorie (16)
| Torneo $100.000 (0) |
| Torneo $80.000 (0)  |
| Torneo $75.000 (0)  |
| Torneo $60.000 (1)  |
| Torneo $50.000 (0)  |
| Torneo $25.000 (9)  |
| Torneo $15.000 (0)  |
| Torneo $10.000 (6)  |

| N.  | Data              | Torneo                                                   | Superficie  | Avversaria in finale           | Punteggio        |
| 1.  | 30 luglio 2012    | ITF Ladies Future Vienna, Vienna                         | Terra rossa | Amandine Hesse                 | 6–1, 6–4         |
| 2.  | 2 dicembre 2013   | ITF Djibouti Open, Gibuti                                | Cemento     | Lee Hua-chen                   | 6-4, 6-3         |
| 3.  | 9 dicembre 2013   | ITF Djibouti Open, Gibuti                                | Cemento     | Lee Hua-chen                   | 6-3, 6-3         |
| 4.  | 21 luglio 2014    | Bad Waltersdorf Open, Bad Waltersdorf                    | Terra rossa | Iva Mekoveć                    | 7–6(6), 6–3      |
| 5.  | 1º settembre 2014 | ITF Women's Circuit Sankt Pölten, Sankt Pölten           | Terra rossa | Anna Remondina                 | 7-6(1), 0-6, 6-1 |
| 6.  | 17 agosto 2015    | ITF Women's Circuit Graz, Graz                           | Terra rossa | Julia Grabher                  | 1–6, 6–1, 6–2    |
| 7.  | 14 settembre 2015 | Royal Cup NLB Montenegro, Podgorica                      | Terra rossa | Doroteja Erić                  | 6–3, 6–1         |
| 8.  | 14 dicembre 2015  | Ganesh Naik ITF Women's Tennis Tournament, Navi Mumbai   | Cemento     | Aryna Sabalenka                | 7–6(2), 7–6(6)   |
| 9.  | 22 febbraio 2016  | Nyrstar Port Pirie Tennis International, Port Pirie      | Cemento     | Arina Rodionova                | 6–4, 5–7, 6–4    |
| 10. | 21 marzo 2016     | ITF Women's Circuit Naples, Naples                       | Terra verde | Elizaveta Ianchuk              | 3–6, 6–2, 6–2    |
| 11. | 9 aprile 2017     | St. Dominic USTA Pro Circuit $25,000 Challenger, Jackson | Terra verde | Sophie Chang                   | 6–4, 6(3)–7, 6–4 |
| 12. | 9 settembre 2018  | Allianz Cup, Sofia                                       | Terra rossa | Katharina Hobgarski            | 6–3, 6–2         |
| 13. | 22 dicembre 2018  | Ganesh Naik ITF Women's Tennis Tournament, Navi Mumbai   | Cemento     | Diāna Marcinkēviča             | 0–6, 6–3, 7–5    |
| 14. | 11 agosto 2019    | Hechingen Ladies Open, Hechingen                         | Terra rossa | Olga Danilović                 | 6-2, 6-1         |
| 15. | 1º settembre 2019 | Vista Prague Open, Praga                                 | Terra rossa | Julyette Maria Josephine Steur | 7-5, 4-6, 6-0    |
| 16. | 22 dicembre 2019  | Ganesh Naik ITF Women's Tennis Tournament, Navi Mumbai   | Cemento     | Jeong Sunam                    | 4–6, 6–2, 7–6(2) |

#### Sconfitte (12)
| Torneo $100.000 (0) |
| Torneo $80.000 (0)  |
| Torneo $75.000 (0)  |
| Torneo $60.000 (2)  |
| Torneo $50.000 (1)  |
| Torneo $25.000 (0)  |
| Torneo $15.000 (0)  |
| Torneo $10.000 (9)  |

| N.  | Data              | Torneo                                                   | Superficie  | Avversaria in finale | Punteggio        |
| 1.  | 19 febbraio 2012  | Jolie Ville Golf Women's, Sharm el-Sheikh                | Cemento     | Natela Dzalamidze    | 3–6, 7–6(3), 0–6 |
| 2.  | 30 settembre 2012 | Jolie Ville Golf Women's, Sharm el-Sheikh                | Cemento     | Belinda Bencic       | 4-6, 0-6         |
| 3.  | 17 febbraio 2013  | Jolie Ville Golf Women's, Sharm el-Sheikh                | Cemento     | Marina Šamajko       | 6–4, 3–6, 3–6    |
| 4.  | 23 febbraio 2014  | Jolie Ville Golf Women's, Sharm el-Sheikh                | Terra rossa | Ana Veselinović      | 5–7, 7–5, 3–6    |
| 5.  | 25 maggio 2014    | Velenje Open, Velenje                                    | Terra rossa | Tamara Zidanšek      | 6-4, 2-6, 3-6    |
| 6.  | 31 agosto 2014    | KELAG Ladies Open, Pörtschach am Wörther See             | Terra rossa | Pia König            | 3–6, 6–4, 5–7    |
| 7.  | 19 ottobre 2014   | Heraklion Hellenic Zeus Circuit, Heraklion               | Cemento     | Viktória Kužmová     | 4-6, 3-6         |
| 8.  | 20 ottobre 2014   | Heraklion Hellenic Zeus Circuit, Candia                  | Cemento     | Réka Luca Jani       | 6-4, 3-6, 6(6)-7 |
| 9.  | 23 novembre 2014  | QNet Open, Nuova Delhi                                   | Cemento     | Ivana Jorović        | 2-6, 2-6         |
| 10. | 22 marzo 2015     | Tennis Organisation Cup, Adalia                          | Cemento     | Al'ona Sotnikova     | 3–6, 3–6         |
| 11. | 16 luglio 2017    | Reinert Open, Versmold                                   | Terra rossa | Mihaela Buzărnescu   | 0-6, 2-6         |
| 12. | 16 giugno 2019    | Torneo Internazionale Femminile Antico Tiro a Volo, Roma | Terra rossa | Sara Errani          | 1-6, 4-6         |

### Doppio

#### Vittorie (3)
| Torneo $100.000 (0) |
| Torneo $80.000 (0)  |
| Torneo $75.000 (0)  |
| Torneo $60.000 (1)  |
| Torneo $50.000 (0)  |
| Torneo $25.000 (0)  |
| Torneo $15.000 (1)  |
| Torneo $10.000 (1)  |

| N. | Data            | Torneo                                    | Superficie  | Compagna       | Avversarie in finale                | Punteggio           |
| 1. | 4 febbraio 2013 | Jolie Ville Golf Women's, Sharm el-Sheikh | Cemento     | Doroteja Erić  | Martina Kubičíková Chantal Škamlová | 6–2, 7–5            |
| 2. | 20 aprile 2015  | ITF Women's Circuit Il Cairo, Il Cairo    | Terra rossa | Sandra Samir   | Amandine Hesse Marine Partaud       | 0–6, 6–4, [10–7]    |
| 3. | 1º maggio 2021  | Zagreb Ladies Open, Zagabria              | Terra rossa | Katarzyna Kawa | Andreea Prisăcariu Nika Radišić     | 7–6(1), 5–7, [10–6] |

#### Sconfitte (3)
| Torneo $100.000 (0) |
| Torneo $80.000 (0)  |
| Torneo $75.000 (0)  |
| Torneo $60.000 (0)  |
| Torneo $50.000 (0)  |
| Torneo $25.000 (0)  |
| Torneo $15.000 (1)  |
| Torneo $10.000 (2)  |

| N. | Data           | Torneo                              | Superficie  | Compagna          | Avversarie in finale                    | Punteggio        |
| 1. | 16 aprile 2012 | ITF Women's Circuit Muscat, Mascate | Cemento     | Laëtitia Sarrazin | Kyra Shroff Jana Sizikova               | 2-6, 4-6         |
| 2. | 28 giugno 2014 | Amarante Ladies Open, Amarante      | Cemento     | Natalia Siedliska | Anastasija Komardina Valerija Strachova | 6-3, 5-7, [6-10] |
| 3. | 27 giugno 2015 | Breda Future+, Breda                | Terra rossa | Pia König         | Svjatlana Piraženka Al'ona Sotnikova    | 3–6, 1–6         |